# Pelykosauři

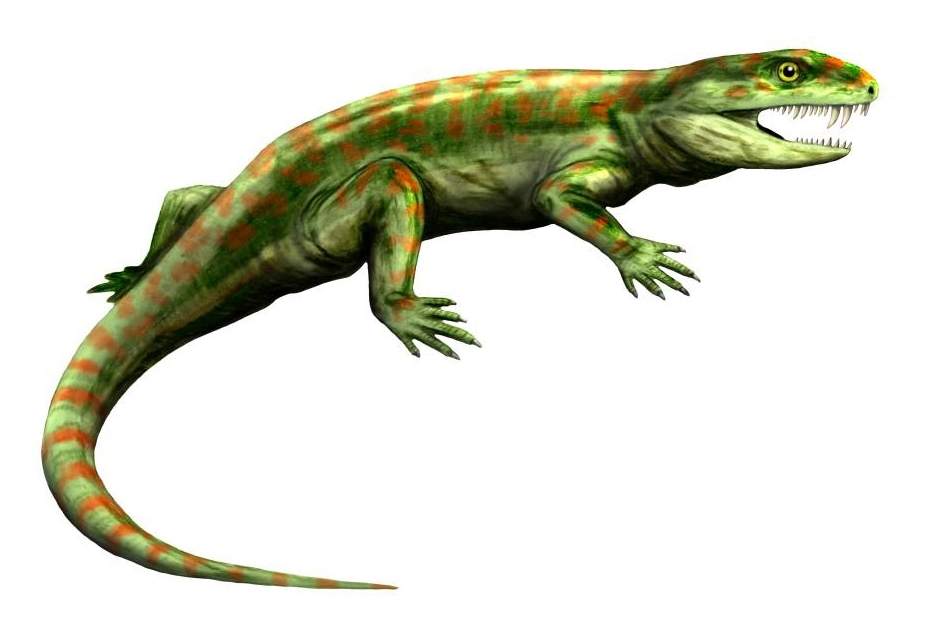
Eothyris

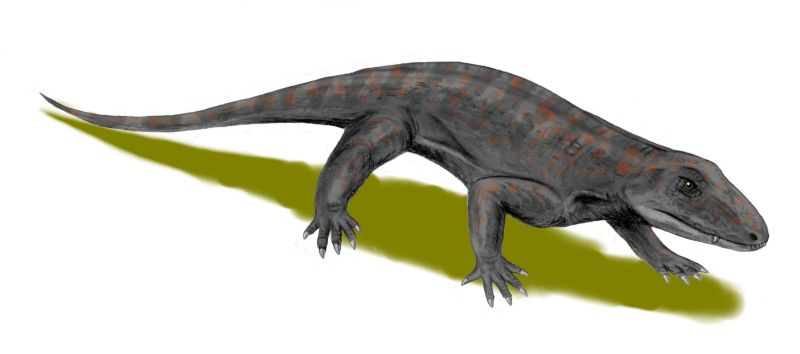
Varanops

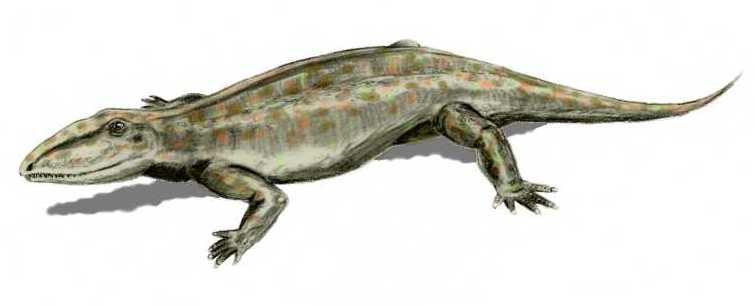
Ophiacodon

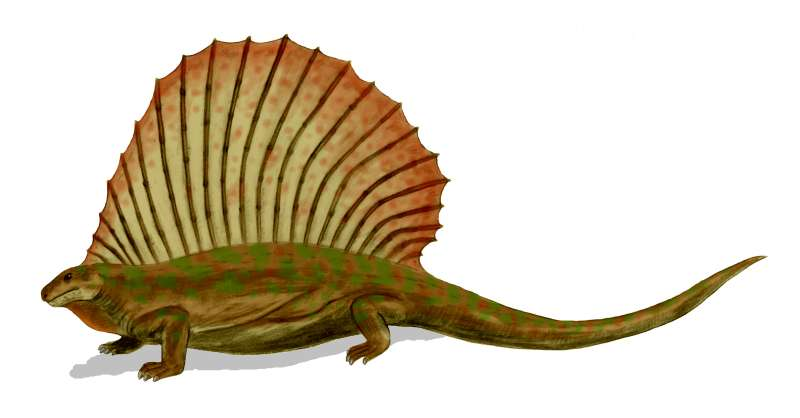
Edaphosaurus

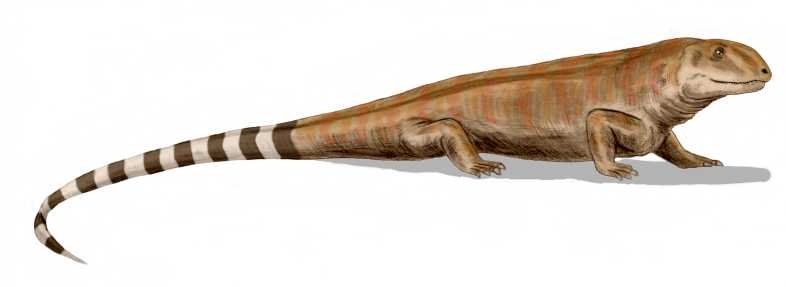
Haptodus

Pelykosauři (Pelycosauria) jsou skupinou vymřelých pozdně prvohorních synapsidů. Některé druhy byly poměrně velké, dorůstaly délky 3 i více metrů, ale většina byla malých rozměrů. Objevili se v pozdním karbonu a vrcholu dosáhli na počátku permu.
Alespoň u dvou větví pelykosaurů (u čeledi Edaphosauridae a Sphenacodontidae) se nezávisle vytvořily nápadné útvary na hřbetě pokryté kůží, které vznikly z trnových výběžků obratlů a možná sloužily k termoregulaci nebo samcům k předvádění před samicemi. Fosílie pelykosaurů byly nalezeny hlavně v Evropě a v Severní Americe, ale některé menší a do pozdější doby přeživší formy byly nalezeny také v Rusku a v jižní Africe.
Pelykosauři jsou parafyletičtí, zařazujeme do nich několik nezávislých linií. Do linie sphenacodontoidea patří i therapsidi.
U některých z těchto plazů se poprvé v historii vývoje obratlovců objevila schopnost šplhat po stromech.

## Systém
- Podřád Caseasauria
  - Čeleď Eothyrididae
    - Eothyris
    - Oedaleops

  - Čeleď Caseidae
    - Angelosaurus
    - Casea
    - Caseopsis
    - Cotylorhynchus
    - Ennatosaurus
    - Knoxosaurus
    - Caseoides
- Podřád Eupelycosauria
  - Čeleď Varanopseidae
    - Varanosaurus
    - Archaeovenator
    - Pyozia
    - Mycterosaurus
    - Mesenosaurus[2]
    - Elliotsmithia
    - Ruthiromia
    - Aerosaurus
    - Varanodon
    - Varanops

  - Čeleď Ophiacodontidae
    - Archaeothyris
    - Baldwinonus
    - Clepsydrops
    - Limnostygis
    - Ophiacodon
    - ?Protoclepsydrops
    - Stereophallodon
    - Stereorhachis

  - Čeleď Edaphosauridae
    - Edaphosaurus
    - Ianthasaurus
    - Glaucosaurus

  - Čeleď Lupeosauridae
    - Lupeosaurus

  - Sphenacodontia
    - ?Watongia
    - Haptodus
    - Palaeohatteria
    - Pantelosaurus
    - Cutleria
    - Sphenacodontoidea
      - Čeleď Sphenacodontidae
        - Ctenorhachis
        - Steppesaurus
        - Bathygnathus
        - Ctenospondylus
        - Dimetrodon
        - Secodontosaurus
        - Sphenacodon
        - Neosaurus